# IC 4125
IC 4125 је елиптична галаксија у сазвјежђу Береникина коса која се налази на листи објеката дубоког неба у Индекс каталогу.
Деклинација објекта је + 18° 48' 14" а ректасцензија 13h 3m 34,9s. Привидна величина (магнитуда) објекта IC 4125 износи 15,3 а фотографска магнитуда 16,3. IC 4125 је још познат и под ознакама NPM1G +19.0342, PGC 3090108.